# Grand Prix Švédska 1976
Grand Prix Švédska 1976 (oficiálně VII Gislaved Sveriges Grand Prix) se jela na okruhu Scandinavian Raceway v Anderstorpu ve Švédsku dne 13. června 1976. Závod byl sedmým v pořadí v sezóně 1976 šampionátu Formule 1.

## Závod
| Poř.   | No. | Jezdec             | Konstruktér        | Počet kol | Čas/Odstoupení | Pořadí na startu | Body |
| ------ | --- | ------------------ | ------------------ | --------- | -------------- | ---------------- | ---- |
| 1      | 3   | Jody Scheckter     | Tyrrell-Ford       | 72        | 1:46:53.729    | 1                | 9    |
| 2      | 4   | Patrick Depailler  | Tyrrell-Ford       | 72        | + 19.766       | 4                | 6    |
| 3      | 1   | Niki Lauda         | Ferrari            | 72        | + 33.866       | 5                | 4    |
| 4      | 26  | Jacques Laffite    | Ligier-Matra       | 72        | + 55.819       | 7                | 3    |
| 5      | 11  | James Hunt         | McLaren-Ford       | 72        | + 59.483       | 8                | 2    |
| 6      | 2   | Clay Regazzoni     | Ferrari            | 72        | + 1:00.366     | 11               | 1    |
| 7      | 10  | Ronnie Peterson    | March-Ford         | 72        | + 1:03.493     | 9                |      |
| 8      | 8   | Carlos Pace        | Brabham-Alfa Romeo | 72        | + 1:11.613     | 10               |      |
| 9      | 16  | Tom Pryce          | Shadow-Ford        | 71        | + 1 kolo       | 12               |      |
| 10     | 9   | Vittorio Brambilla | March-Ford         | 71        | + 1 kolo       | 15               |      |
| 11     | 12  | Jochen Mass        | McLaren-Ford       | 71        | + 1 kolo       | 13               |      |
| 12     | 17  | Jean-Pierre Jarier | Shadow-Ford        | 71        | + 1 kolo       | 14               |      |
| 13     | 19  | Alan Jones         | Surtees-Ford       | 71        | + 1 kolo       | 18               |      |
| 14     | 35  | Arturo Merzario    | March-Ford         | 70        | Motor          | 19               |      |
| 15     | 18  | Brett Lunger       | Surtees-Ford       | 70        | + 2 kola       | 24               |      |
| Ret    | 24  | Harald Ertl        | Hesketh-Ford       | 54        | Smyk           | 23               |      |
| Ret    | 34  | Hans Joachim Stuck | March-Ford         | 52        | Motor          | 20               |      |
| Ret    | 5   | Mario Andretti     | Lotus-Ford         | 45        | Motor          | 2                |      |
| Ret    | 22  | Chris Amon         | Ensign-Ford        | 38        | Nehoda         | 3                |      |
| Ret    | 21  | Michel Leclère     | Wolf-Williams-Ford | 20        | Motor          | 25               |      |
| Ret    | 37  | Larry Perkins      | Boro-Ford          | 18        | Motor          | 22               |      |
| Ret    | 30  | Emerson Fittipaldi | Fittipaldi-Ford    | 10        | Zacházení      | 21               |      |
| Ret    | 32  | Loris Kessel       | Brabham-Ford       | 5         | Nehoda         | 26               |      |
| Ret    | 6   | Gunnar Nilsson     | Lotus-Ford         | 2         | Nehoda         | 6                |      |
| Ret    | 7   | Carlos Reutemann   | Brabham-Alfa Romeo | 2         | Motor          | 16               |      |
| Ret    | 28  | John Watson        | Penske-Ford        | 0         | Nehoda         | 17               |      |
| DNQ    | 33  | Jac Nellemann      | Brabham-Ford       |           |                |                  |      |
| Zdroj: |     |                    |                    |           |                |                  |      |

## Průběžné pořadí po závodě
Pohár jezdců
| Pořadí | Jezdec            | Body |
| ------ | ----------------- | ---- |
| 1      | Niki Lauda        | 55   |
| 2      | Jody Scheckter    | 23   |
| 3      | Patrick Depailler | 20   |
| 4      | Clay Regazzoni    | 16   |
| 5      | Jacques Laffite   | 10   |
| Zdroj: |                   |      |

Pohár konstruktérů
| Pořadí | Konstruktér  | Body |
| ------ | ------------ | ---- |
| 1      | Ferrari      | 58   |
| 2      | Tyrrell-Ford | 31   |
| 3      | McLaren-Ford | 14   |
| 4      | Ligier-Matra | 10   |
| 5      | Lotus-Ford   | 6    |
| Zdroj: |              |      |